# Het bloed van Olympus
Het bloed van Olympus is het vijfde en laatste boek van de Amerikaanse auteur Rick Riordan in de serie Helden van Olympus, dat in Nederland verscheen op 26 november 2014. Riordan is ook bekend van onder andere de reeksen Percy Jackson en de Olympiërs en De Avonturen van de Familie Kane.

## Verhaal
De zeven Griekse en Romeinse halfgoden van de Argo 2 reizen naar Athene om te voorkomen dat Gaia ontwaakt. Haar Giganten zijn inmiddels ontwaakt en zijn sterker dan voorheen. Als er twee van de zeven halfgoden worden geofferd zal Gaia ontwaken en de aarde vernietigen. Een groep andere halfgoden probeert een aanval van het  Romeinse halfgodenkamp Jupiter af te slaan door een verloren gewaand standbeeld, Athena Partenos, af te leveren bij Kamp Halfbloed zodat de Grieken en Romeinen in vrede kunnen samenleven. De halfgoden kunnen in hun strijd geen beroep doen op de Goden, die hebben last van een identiteitscrisis.

## Ontvangst en verkoop
In de Verenigde Staten verscheen het boek op 7 oktober 2014 in een oplage van drie miljoen.
Het boek kwam op de eerste plek binnen van de bestsellerlijst van USA Today. In de jaarlijst van 2014 stond het op de veertiende plek. Bij Amazon.com staat het boek op de achtste plek van best verkopende boeken in 2014 en is het het best verkopende jeugdboek van dat jaar.